# 大石田町町民交流センター「虹のプラザ」
大石田町町民交流センター「虹のプラザ」（おおいしだちょうみんこうりゅうセンター にじのプラザ）は、山形県北村山郡大石田町にある公益文化施設。

## 概要
2017年9月1日に開館した文化施設。
愛称の「虹のプラザ」は一般募集を行い、421点の応募の中から選考したもの。最優秀賞となった虹のプラザには。"最上川にかかる虹のように美しく輝き、多くの方の架け橋となるように"という意味が込められている。優秀賞には虹とぺそらが選ばれた。

## 施設構成
創造の場【多目的ホール】
演劇を主体とし、音楽ホールとしても利用可能なホール。座席は1階285席、2階58席のバルコニー形式。総座席数は343席。
学びの場【図書館】
大石田町立図書館として運営。1階と2階のツーフロア構成。虹のプラザ開館前までは大石田町福祉会館内に位置し、以前の図書室より約3倍の広さを誇る。利用カードを発行したものが利用でき、山形県内に在住か大石田町内に通勤をしている者に発行される。貸出冊数は1人5冊までで貸出期間は2週間。
表現の場【会議室エリア】
福祉の場【保健センター・子育て世代活動支援センター】
交流の場【エントランスホール】

## その他

### 賄賂問題
2020年3月11日、前大石田副町長が虹のプラザなどの入札関連情報を漏らし、山形建設が落札できるように便宜を図った見返りとして100万円を受け取るなどとして、収賄の疑いで前大石田町副町長、山形建設元専務、山形建設会社員1人を逮捕した。前副町長は消防分署建築工事、案内看板設置工事に絡む収賄の容疑で既に逮捕されており、再逮捕となった。2020年7月27日、前大石田副町長と山形建設元専務の判決公判が山形地方裁判所で行われ、2人にそれぞれ有罪判決が言い渡された。

### 施設使用料紛失問題
2023年9月、2021年10月から2023年3月までの間の1年半の施設使用料の一部であるおよそ62万円の紛失が発覚した。この1年半の使用状況について町の職員が確認したところ判明し、本来支払われる使用料のおよそ半額分しか町に入金されていなかったという。当時町に入金する前の施設使用料は事務室の手提げ金庫に保管されていたというが、金庫には鍵がかかっていない状態でキャビネットに収納されていたという。この後も調査が続けられたが原因が特定されず、2024年3月に管理責任者4人が紛失額を負担することが大石田町より公表された。

## アクセス
- 最寄駅：JR奥羽本線・大石田駅
  - 徒歩5分